# Gastone Bean
Gastone Bean (11. srpen 1936 San Canzian d'Isonzo, Italské království) je bývalý italský fotbalový útočník a trenér.
Již v mladém věku začal hrát za mládežnickém klubu AC Milán. V 19 letech jej klub poslal na jednoleté hostování do třetiligové Piacenzy. Zde se stal nejlepším střelcem s 23 brankami. Od sezony 1956/57 hrál za Rossoneri a hned vyhrál titul v lize. Další titul získal v sezoně 1958/59. I když za čtyři roky strávené v Miláně vstřelil 39 branek za 87 utkání, odešel do druholigového Janova. V sezoně 1961/62 vyhrál druhou ligu. Zde strávil také čtyři sezony, z toho dvě ve druhé lize. V roce 1964 byl prodán do Neapole. Hned v první sezoně pomohl k postupu do Serie A. Zde hrál s dalšími slavnými fotbalisti své doby, jako byli José Altafini a Omar Sívori. Ale mistrovský titul zde nevybojoval. Poslední prvoligovou sezonu odehrál v sezoně 1967/68 ve SPALu. Fotbalovou kariéru ukončil v roce 1972 v klubu Bellaria jako hrající trenér.
Za reprezentaci odehrál čtyři utkání.
Jako fotbalový trenér byl zaměstnán do roku 1989 a za tu dobu trénoval 11 mužstev. Nejdéle byl v Bellarii, kde působil čtyři roky.

## Hráčská statistika
| Sezóna  | Klub     | Liga    | Liga   | Liga | Ligové poháry | Ligové poháry | Ligové poháry | Kontinentální poháry | Kontinentální poháry | Kontinentální poháry | Celkem | Celkem |
| Sezóna  | Klub     | Soutěž  | Zápasy | Góly | Soutěž        | Zápasy        | Góly          | Soutěž               | Zápasy               | Góly                 | Zápasy | Góly   |
| ------- | -------- | ------- | ------ | ---- | ------------- | ------------- | ------------- | -------------------- | -------------------- | -------------------- | ------ | ------ |
| 1955/56 | Piacenza | Serie C | 21     | 23   | -             | 0             | 0             | -                    | 0                    | 0                    | 21     | 23     |
| 1956/57 | Milán    | Serie A | 25     | 16   | -             | 0             | 0             | -                    | 0                    | 0                    | 25     | 16     |
| 1957/58 | Milán    | Serie A | 18     | 10   | -             | 0             | 0             | PMEZ                 | 5                    | 5                    | 23     | 15     |
| 1958/59 | Milán    | Serie A | 19     | 4    | IP            | 1             | 0             | -                    | 0                    | 0                    | 20     | 4      |
| 1959/60 | Milán    | Serie A | 25     | 8    | -             | 0             | 0             | PMEZ                 | 4                    | 0                    | 29     | 8      |
| 1960/61 | Janov    | Serie B | 34     | 14   | IP            | 1             | 0             | -                    | 0                    | 0                    | 35     | 14     |
| 1961/62 | Janov    | Serie B | 35     | 20   | -             | 0             | 0             | -                    | 0                    | 0                    | 35     | 20     |
| 1962/63 | Janov    | Serie A | 27     | 6    | IP            | 1             | 1             | -                    | 0                    | 0                    | 28     | 7      |
| 1963/64 | Janov    | Serie A | 25     | 5    | IP            | 3             | 2             | -                    | 0                    | 0                    | 28     | 7      |
| 1964/65 | Neapol   | Serie B | 16     | 7    | IP            | 2             | 1             | -                    | 0                    | 0                    | 18     | 8      |
| 1965/66 | Neapol   | Serie A | 17     | 3    | IP            | 1             | 0             | -                    | 0                    | 0                    | 18     | 3      |
| 1966/67 | Neapol   | Serie A | 12     | 1    | -             | 0             | 0             | Vel.P                | 2                    | 0                    | 14     | 1      |
| 1967/68 | SPAL     | Serie A | 16     | 2    | -             | 0             | 0             | -                    | 0                    | 0                    | 16     | 2      |
| 1968/69 | SPAL     | Serie B | 6      | 0    | -             | 0             | 0             | -                    | 0                    | 0                    | 6      | 0      |
| Celkem  | Celkem   | Celkem  | 296    | 119  | -             | 9             | 4             | -                    | 11                   | 5                    | 316    | 128    |

## Hráčské úspěchy

### Klubové
- 2× vítěz 1. italské ligy (1956/57, 1958/59)
- 1× vítěz 2. italské ligy (1961/62)

### Reprezentační
- 1× na MP (1955–1960)